# Sagunto
Sagunto (Sagunt in catalano valenzano) è una città (62 702 abitanti secondo stime del 2006) della Spagna, situata nella comunità autonoma Valenciana. Fu eretta sull'antica cittadella fortificata di Arse.

## Geografia fisica

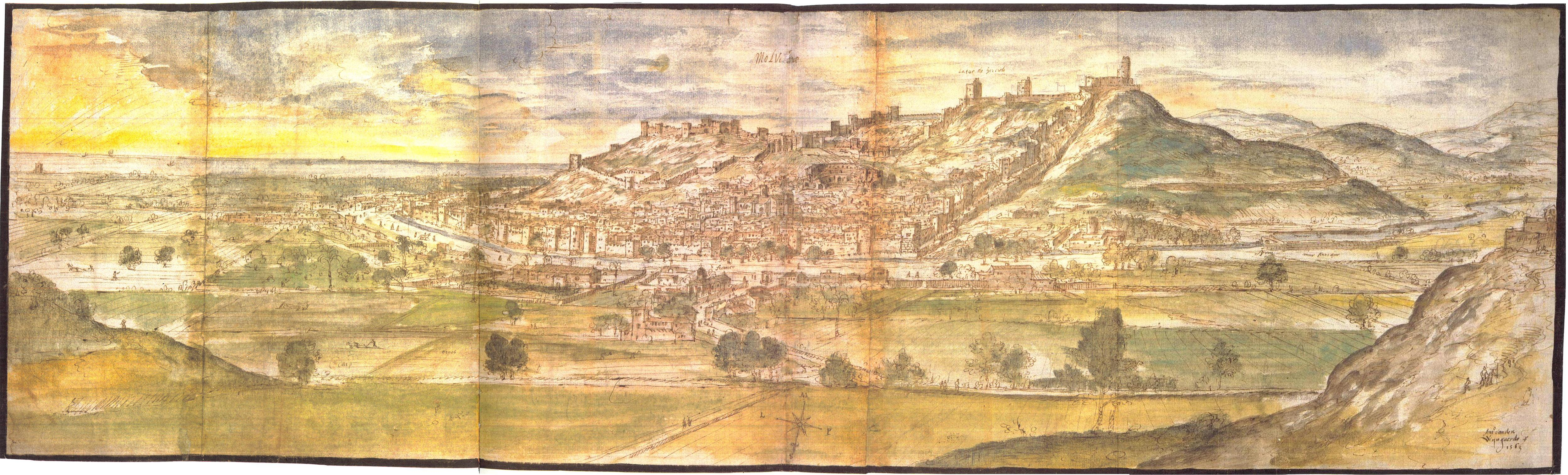
Stampa di Sagunto (1563)

La città si trova nella Spagna orientale, a 25 km a nord est di Valencia, adagiata ai piedi delle Peñas de Pajarito, lambita dal fiume Palancia ed a quattro chilometri dal Mediterraneo. 
La città è divisa in due: la parte vecchia mantiene la configurazione di un borgo dall'assetto medievale, circondato da mura e caratterizzato da stradine sinuose e anguste mentre la zona nuova, in cui il percorso principale ai tempi della Riconquista è diventato l'arteria principale attorno a cui si è sviluppata l'urbanizzazione recente che ha via via inglobato i sobborghi di un tempo. Non lontano dalla città si trovano il porto e, lungo la costa, tredici chilometri di spiagge, meta del turismo balneare.

## Storia
I reperti più antichi fanno risalire le prime forme di insediamento del luogo all'Età del Bronzo in siti archeologici quali Pic dels Corbs, Aixeve, Picaro e Albardeta. Il periodo Iberico, datato V secolo a.C., vide la prima costituzione di una cittadella fortificata (conosciuta come Arse), con l'edificazione di mura di pietre a protezione del luogo, e questo favorì lo sviluppo della città dal punto di vista culturale ed economico, anche attraverso flussi commerciali con le popolazioni greche e fenicie. Monete databili al II secolo a.C. recano l'iscrizione bilingue in cui al nome Arse si accosta quello latino di Saguntum, dal quale la denominazione originaria verrà col tempo sostituita. Il toponimo ha anche suggerito a storici classici come Strabone e Livio che la fondazione di Sagunto sia avvenuta a opera di coloni greci, vista l'affinità del nome Saguntum con Ζάκυνϑος (Zacinto, anche detta Zante). Altre ipotesi – che sembrano più accreditate – richiamano il prefisso seg- di origine celtica e fanno invece supporre la fondazione e la dominazione iniziale dei Celti.

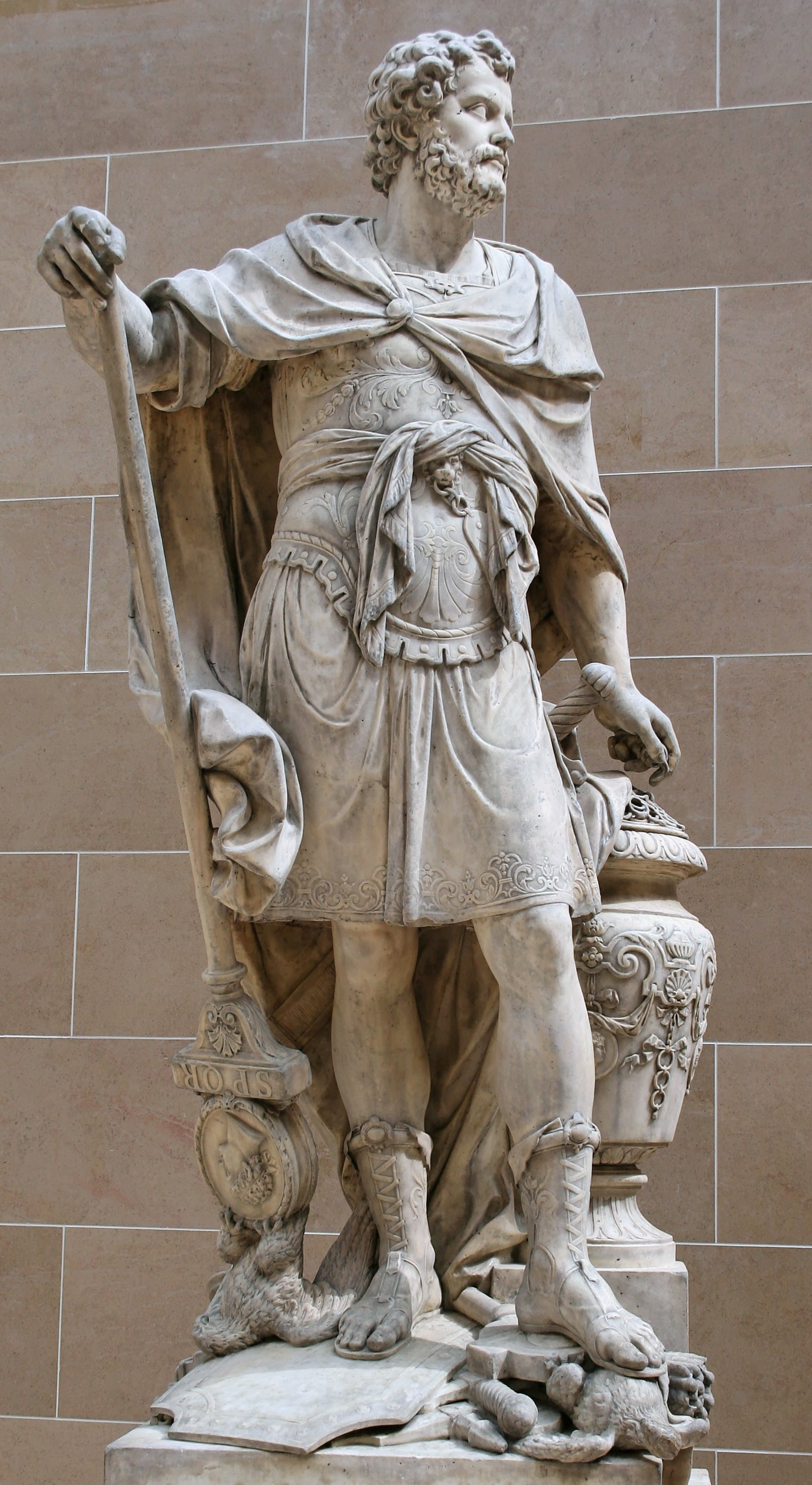
Statua di Annibale

A metà del III secolo a.C. Sagunto si era venuta a trovare nel punto di demarcazione fra la costa mediterranea settentrionale sotto l'influsso romano e il resto della penisola sul Mediterraneo sotto l'egemonia cartaginese, mantenendo un rapporto preferenziale con Roma. Per questo, quando Annibale svolse una politica di interferenza nei confronti degli affari interni della città spagnola, da Roma giunse al condottiero cartaginese un'ingiunzione affinché l'ingerenza cartaginese cessasse. La reazione di Annibale fu l'assedio e la presa di Sagunto nel 219, a cui rispose, pur con un certo ritardo, la Repubblica romana. Erano trascorsi vent'anni dalla Prima guerra punica, e l'assedio di Annibale fu la scintilla che diede l'inizio al secondo conflitto fra Roma e Cartagine. Ricostruita e abbellita da pregevoli monumenti romani, tornata alla prosperità di un tempo grazie alla fertilità dei suoli e alla produzione di manufatti in ceramica sigillata, Sagunto acquisì lo status di municipio dall'imperatore Augusto, ma dopo il crollo dell'Impero Romano, dal V al VII secolo dovette subire i saccheggi di Alani, Vandali, Goti e Bizantini.
Nell'VIII secolo furono i Mori a conquistarla e a rinominarla Morbiter. Sotto la dominazione araba Sagunto riacquistò splendore, arricchita di bagni, palazzi moreschi, scuole coraniche e moschee. Da allora e per cinque secoli Ebrei, Arabi e Cristiani convissero in pace. Il toponimo Murbiter deriva da muri veteres “(vecchie mura)”, e da esso originarono il valenciano Molvedre e il castigliano Morviedro, nome quest'ultimo che, nella variante Murviedro, mantenne fino al 1877.
Nel 1092 la città venne strappata agli arabi da El Cid e nel 1238 ritornò nell'alveo della cristianità ad opera di Giacomo I d'Aragona. Nel Settecento e nell'Ottocento subì devastazioni durante la guerra di successione, la guerra d'indipendenza e le guerre carliste. Il XX secolo ha visto l'impulso offerto a Sagunto dall'industria pesante prima e poi dall'industria dei tessuti, rendendo la città un centro economico rilevante dell'area di Valencia.

## I monumenti
La storia bimillenaria di Sagunto offre una gran varietà di strutture monumentali di epoche e stili diversi.

### Il teatro romano

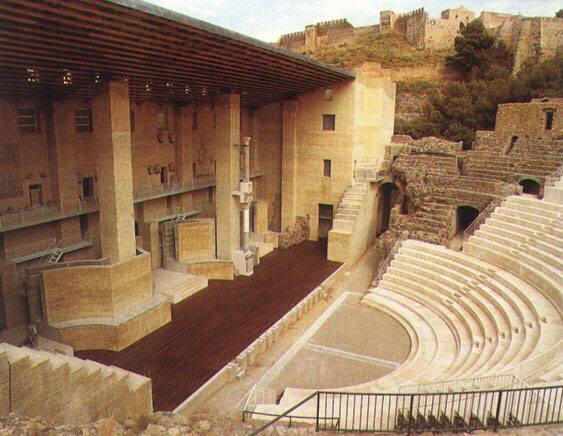
Teatro romano

Primo monumento di Sagunto a essere dichiarato monumento nazionale nel 1896, la sua edificazione risale al I secolo. Costituisce uno delle più splendide perle romane in Spagna, ed è stato oggetto di interventi di restauro. Di forma semicircolare, ricavato in parte nella montagna, ha molti gradini ottenuti dall'escavazione del terreno, e l'emiciclo è formato da tre ordini di gradini che guardano il proscenio. Dopo la trascuratezza di molti secoli, gli architetti Giorgio Grassi e Manuel Portaceli, con il patrocinio dell'assessorato alla cultura di Valencia, hanno eseguito un progetto di restauro e consolidamento del monumento, così da renderlo adatto a manifestazioni culturali pubbliche.

### Il Tempio di Diana
Risalente al V-VI secolo a.C., è una delle costruzioni più antiche e anch'esso è monumento nazionale dal 1963. Si trova in posizione adiacente alla chiesa di Santa Maria, e vi si ammira una parete alta quattro metri e lunga quindici formata da enormi lastre di calcare. Il tempio fu l'unico a scampare all'assedio di Annibale; nelle sue vicinanze sono visibili alcune iscrizioni in funzione del culto della dea Diana.

### La Chiesa di Santa Maria

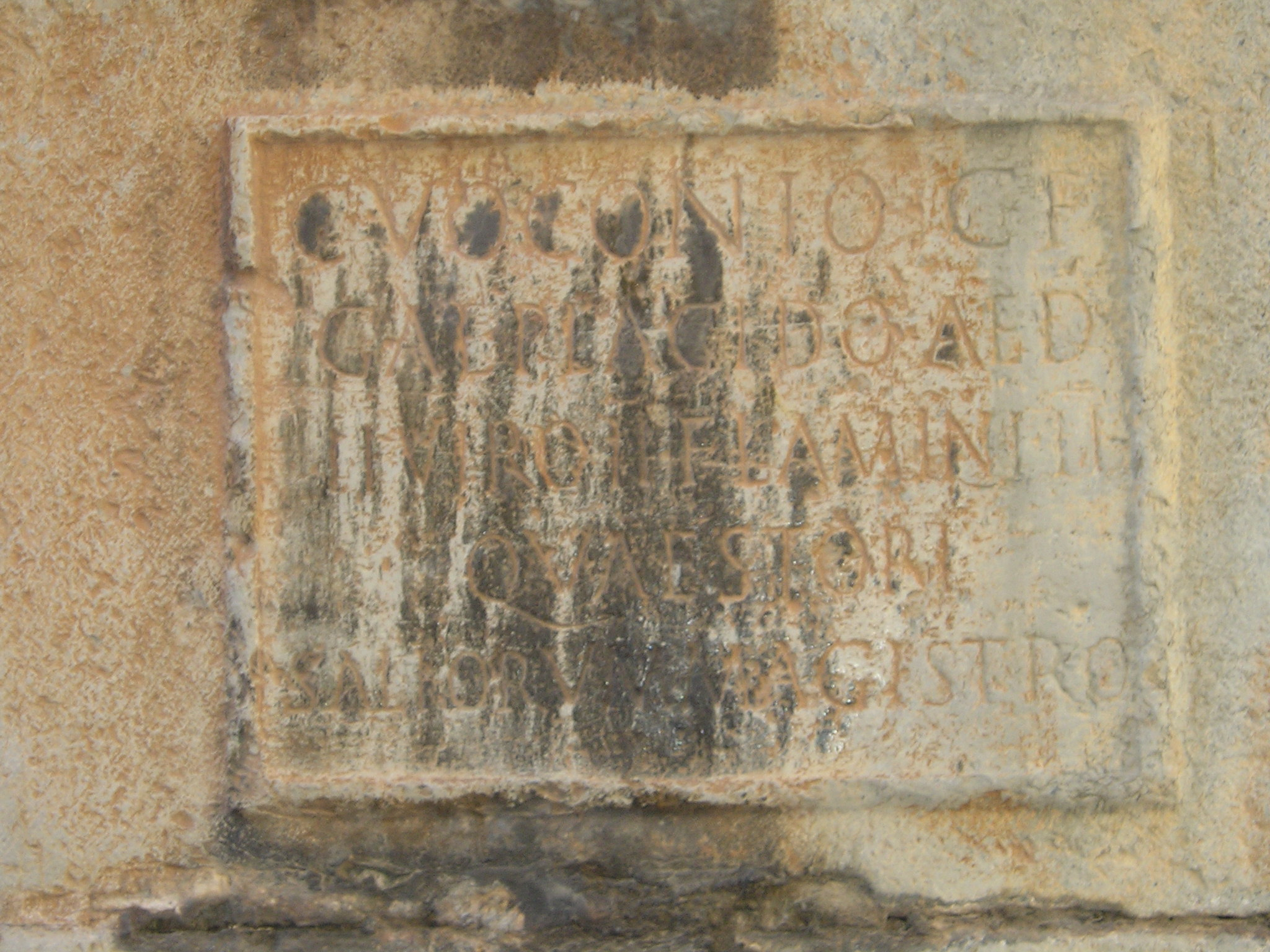
Iscrizioni latine nella chiesa

Conosciuta anche col nome di Chiesa della Natività di Nostra Signora, fu iniziata nel 1334. La sua costruzione procedette in varie fasi: nel Quattrocento vennero aggiunte l'abside e la navata laterale, nel secolo seguente la porta sud e nel Seicento il portale maggiore, predisposto da Gil Torralva e Juan Pérez. La basilica, esempio di gotico valenciano, è costruita con pietra locale e consta di tre alte navate, con contrafforti che corrispondono alle cappelle laterali interne. Nella scala di ingresso settentrionale si possono vedere iscrizioni latine indirizzate a Voconio Placido e a Popilia Rectina. Delle tre porte, due sono in stile gotico, la terza è barocca.

### Il Castillo

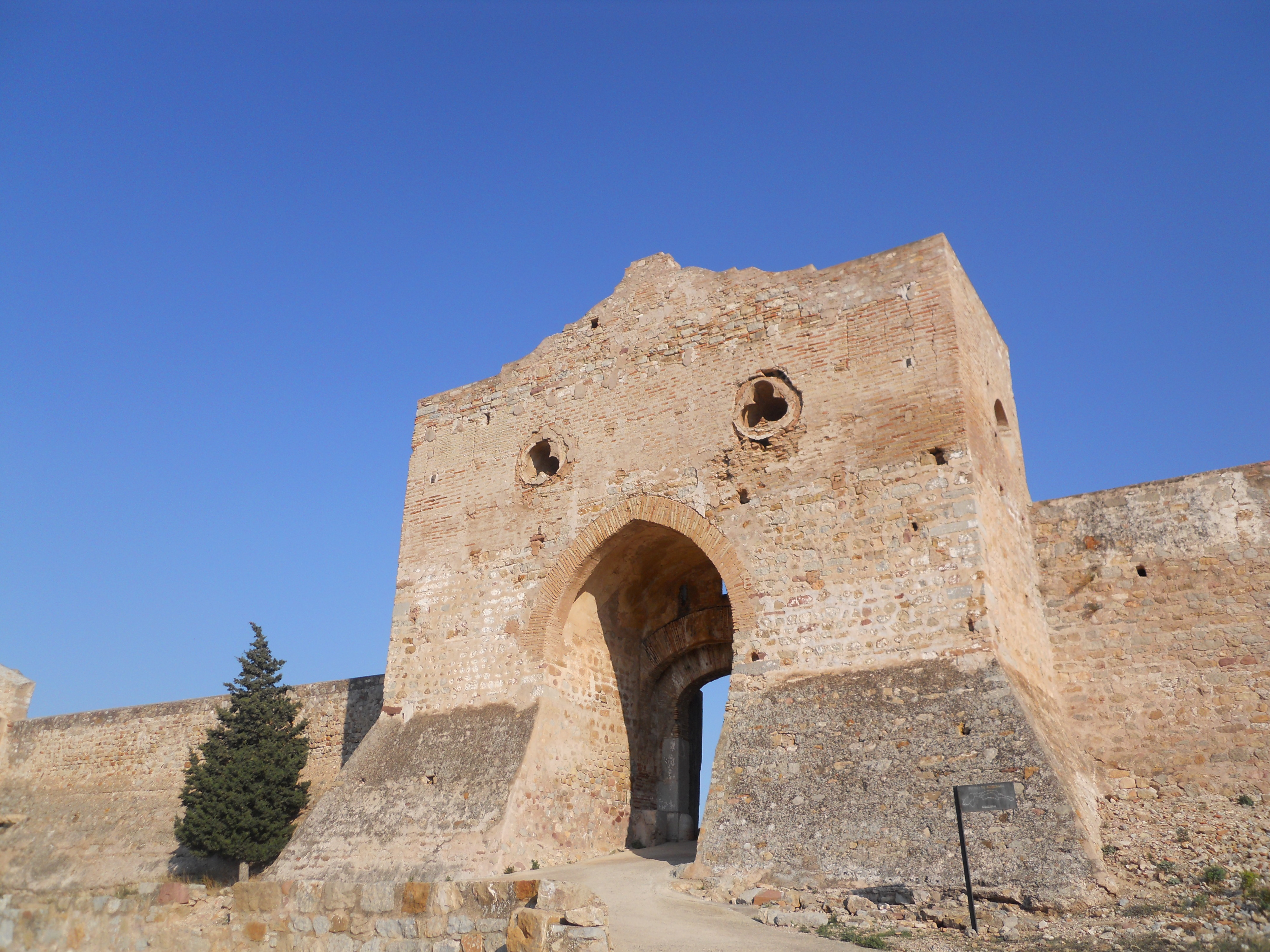
Porta di accesso alla città vecchia

Le mura di questa fortezza, testimone della presenza greca e dell'assedio cartaginese, si snodano per circa un chilometro e hanno visto l'avvicendarsi di Romani, Barbari, Arabi e Cristiani. Il luogo storico si divide in sette aree. La Plaza de Almenara, che gli arabi chiamarono Saluquia, contiene resti di edifici di epoca romana: il foro, cisterne, templi, colonne. La Plaza de la Conejera era un tempo la fortezza araba. La Plaza de la Ciudadela era un tempo chiamata Plaza de Hercules per una torre dal medesimo nome; e ancora la Plaza del Dos de Mayo, la Plaza de San Fernando e la Plaza de los Estudiantes. Proclamato monumento nazionale nel 1931, era dotato di un ponte levatoio all'ingresso principale che permetteva di superare un fossato profondo.

### Il quartiere ebraico

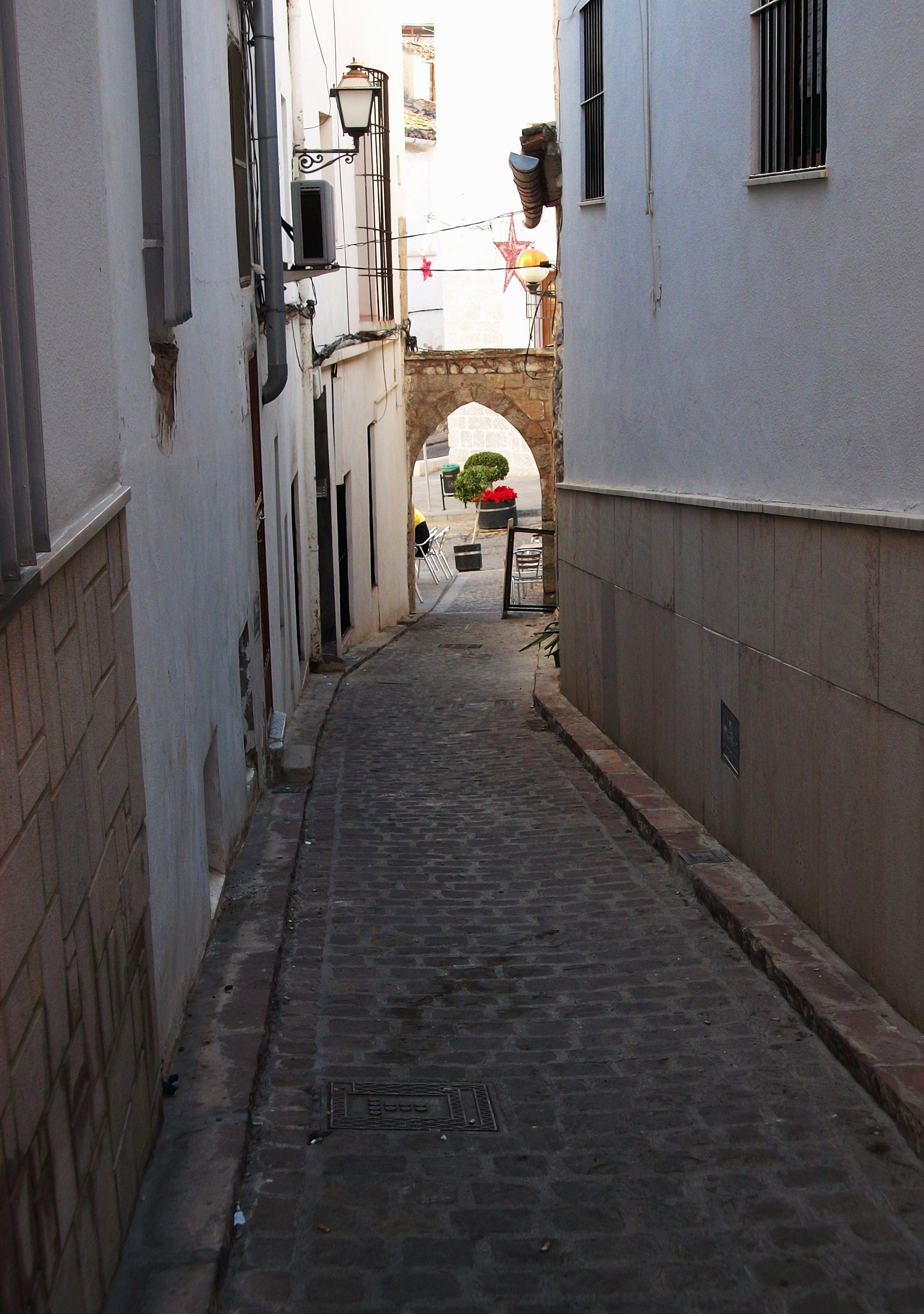
Strada del quartiere ebraico

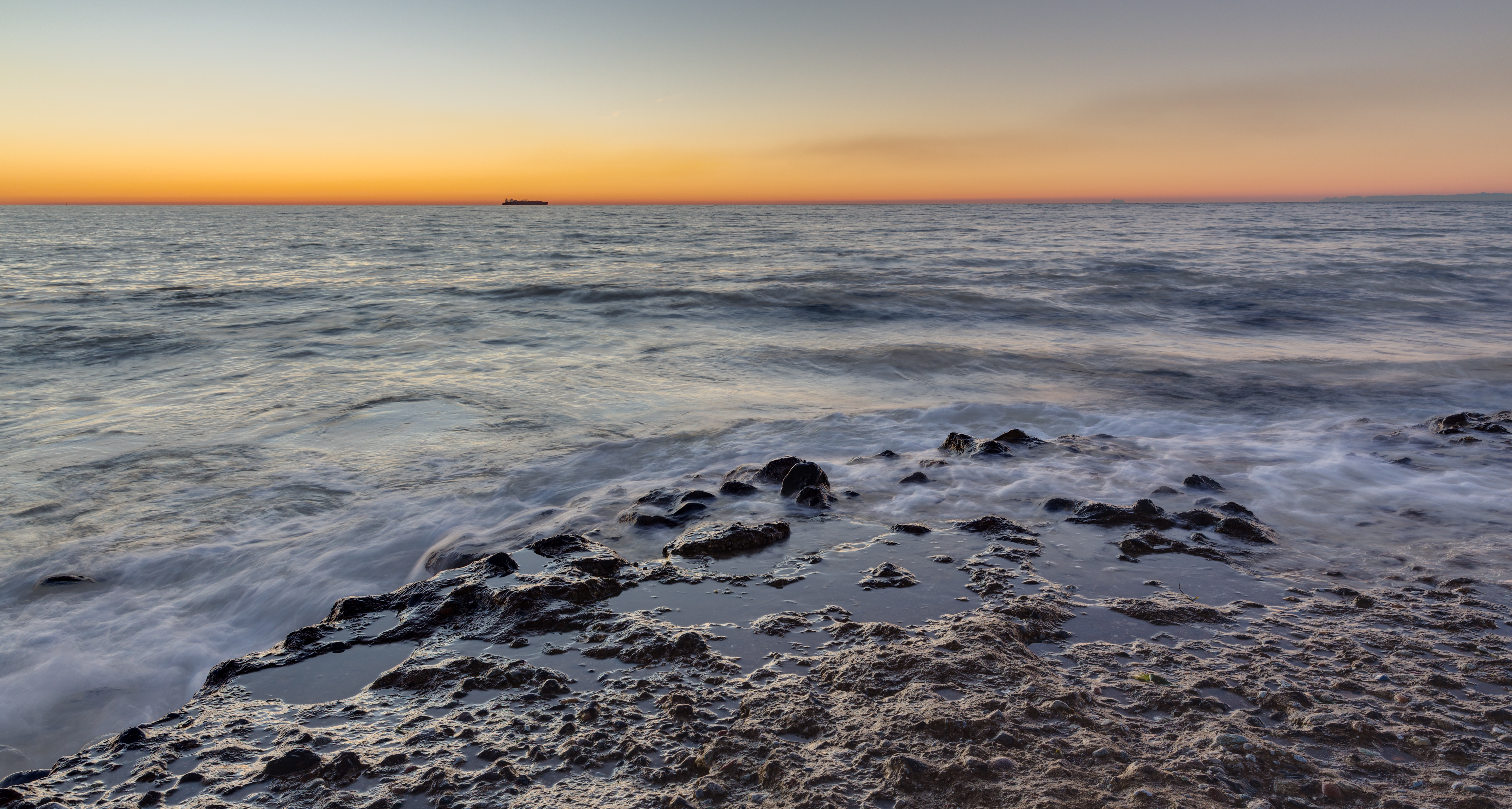
Alba in Grau Vell, Sagunto.

La Juderìa ha strade strette e tortuose, case imbiancate a calce e viuzze che sono in comunicazione attraverso archi a sesto acuto: vi si accede attraverso un arco in Calle del Castillo. Borgo di epoca medievale, vide la sinagoga occupata da membri della Confraternita del Purissimo Sangue di Gesù Cristo dopo l'espulsione degli abitanti da parte dei re cattolici nel 1492.

## Cultura

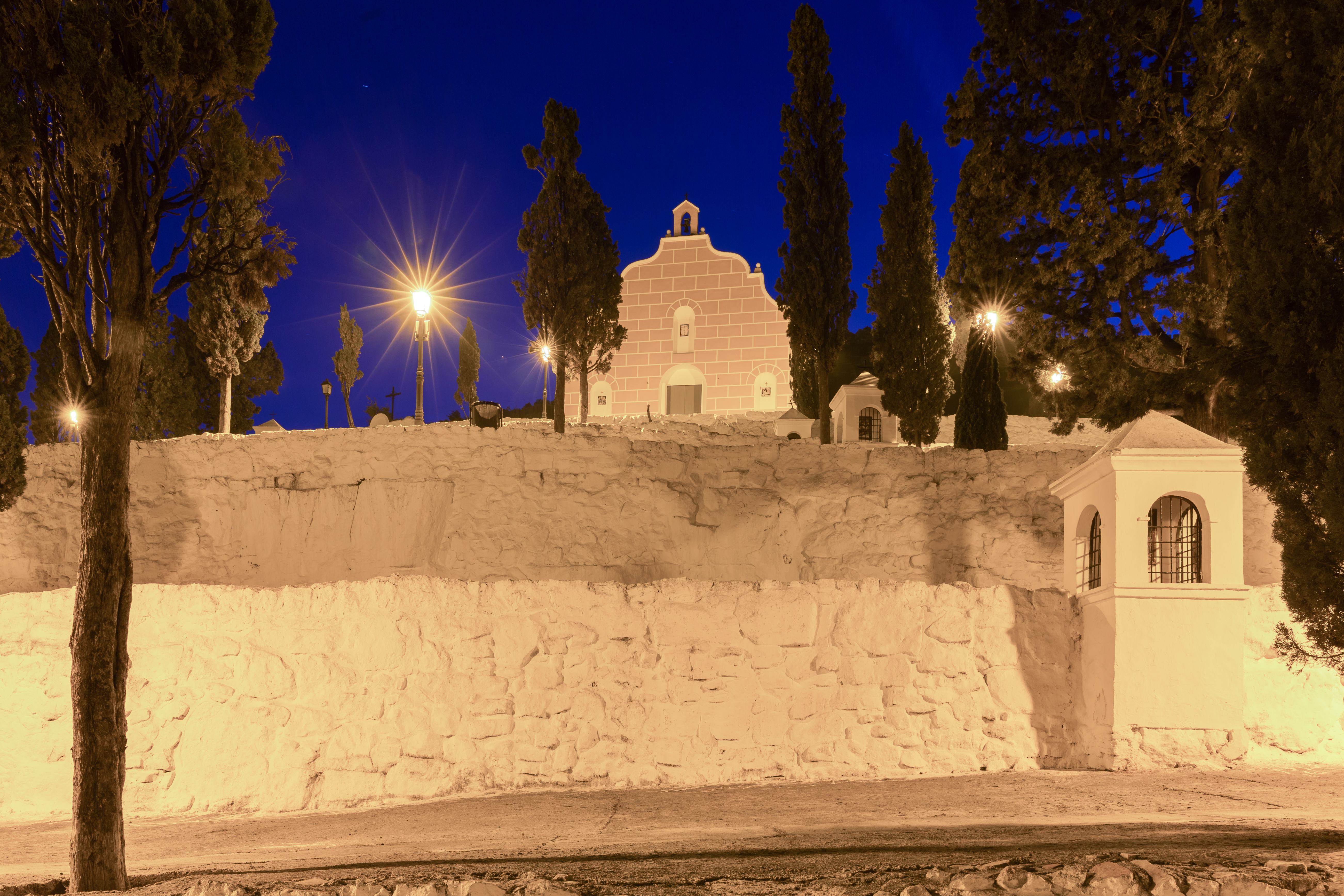
Ermita de la Soledad

### Festività
A Sagunto si svolgono diverse feste, in maggioranza di carattere religioso. Ad agosto si svolge la Festividad de la Virgen de Begoña. Nell'ambito delle celebrazioni si svolgono gare di nuoto fra i più giovani della contrada, tornei con vacche e tori, concerti musicali e fuochi d'artificio. Sempre al porto, la seconda settimana di luglio, con una processione che dalla darsena raggiunge la Chiesa del Carmen, si festeggia Nuestra Señora del Carmen, protettrice dei marinai. Il 6 ottobre, giorno di San Cristoforo, si celebra il protettore degli autisti. Una carovana di automobilisti e di camionisti attraversa la città nel rumore assordante dei clacson suonati a distesa. Hanno una tradizione di cinque secoli le celebrazioni relative alla Settimana Santa. Iniziano con la processione della Settimana Santa, si sviluppano attraverso una rappresentazione sacra della passione di Cristo presso la chiesa di Santa Maria e si snodano per le vie del borgo antico fino al Calvario dove si rappresenta la crocifissione. La notte del Mercoledì Santo ha luogo la Processione del Silenzio. Il giorno dopo, assieme a solenni funzioni, il corpo di Gesù viene trasferito all'eremo de la Sangre, e Venerdì dall'eremo parte la Via Crucis. Dopo altre processioni, fra le quali quella della sepoltura, le funzioni della Settimana Santa si concludono con la messa della Resurrezione celebrata nella Chiesa di Santa Maria.

### Cucina
Il piatto caratteristico della gastronomia locale è la paella e qualsiasi piatto a base di riso. Sono inoltre rinomati i minestroni di ceci e fagioli. Piatti di carne accompagnata da cardi, legumi e patate, pancetta e costicine di maiale sono un tipico cibo invernale. Come stuzzichini si possono assaggiare torta di pomodoro e panzerotti farciti di verdure. E per dessert ciambelle all'anice.

## Infrastrutture e trasporti
La principale via d'accesso alla città è l'autostrada AP-7 che qui s'interseca con la superstrada A-23 proveniente da Saragozza.

### Ferrovie
La città è servita da una propria stazione ferroviaria posta lungo la linea Valencia-Tarragona. 

## Amministrazione

### Gemellaggi
- Cecina, Italia, Toscana
- Millau, Francia